# Saga „Zmierzch”: Zaćmienie
Saga „Zmierzch”: Zaćmienie (ang. The Twilight Saga: Eclipse) − film oparty na podstawie książki Stephenie Meyer Zaćmienie, w reżyserii Davida Slade’a. W główne role wcielili się Robert Pattinson, Kristen Stewart i Taylor Lautner. Światowa premiera filmu odbyła się 30 czerwca 2010 roku.

## Fabuła
Charlie okazuje wyraźną niechęć do Edwarda za to, że jego córka tak wiele przez niego wycierpiała. Wolałby, aby Bella spędzała więcej czasu z Jacobem Blackiem. Żądna krwi Victoria nadal poszukuje Belli. Do tego w Seattle grasuje nowo narodzony wampir, który zabija ludzi. Poza tym obcy pobratymiec Edwarda odwiedza pewnego ranka, podczas nieobecności Belli, dom Swanów i zabiera czerwoną bluzkę dziewczyny. Okazuje się, że za wszystkim stoi wampirzyca Victoria, która tworzy armię „nowo narodzonych” wampirów. Rodzina Cullenów i sfora Blacka, składająca się z dziesięciu wilkołaków, łączy się w bitwie przeciw Victorii i jej armii. Jasper szkoli wszystkich, aby jak najlepiej umieli się bronić i unieszkodliwiać nowo narodzonych. Bella, martwiąc się o Edwarda, prosi go, by został z nią na czas bitwy. Na dwie noce przed atakiem wampirów Edward ponownie prosi Bellę o rękę, a dziewczyna przyjmuje oświadczyny. Oczekując na bitwę, Jacob oznajmia Belli, że ją kocha, a ona stwierdza, że nie czuje do niego tego samego. Tuż przed pójściem Jake’a na bitwę dowiaduje się on o zaręczynach Belli i Edwarda. Chłopak załamuje się i mówi Belli, że zginie w walce. Bella pragnąc, aby żył prosi go, aby ją pocałował i mówi mu, że też go kocha. Walka rozpoczyna się, w jej wyniku Victoria wraz ze swoją armią zostaje pokonana i uśmiercona. Jacob odnosi poważne rany, lecz cechy wilkołaka pomagają mu w leczeniu obrażeń. Jacob po rozmowie z Bellą oznajmia, że potrzebuje czasu, aby zrozumieć, że go odrzuciła. Pod koniec Bella wybiera miłość Edwarda, nie Jacoba. Zapada decyzja o ślubie zakochanych. Jacob, nie mogąc znieść bólu po stracie ukochanej, ucieka z Forks pod postacią wilka.

## Obsada
| Rodzina Cullenów i Swanów - Kristen Stewart – Bella Swan - Robert Pattinson – Edward Cullen - Peter Facinelli – Carlisle Cullen - Elizabeth Reaser – Esme Cullen - Ashley Greene – Alice Cullen - Jackson Rathbone – Jasper Hale - Nikki Reed – Rosalie Hale - Kellan Lutz – Emmett Cullen - Billy Burke – Charlie Swan - Sarah Clarke – Reneé Dwyer Volturi - Cameron Bright – Alec - Charlie Bewley – Demetri - Daniel Cudmore – Felix - Dakota Fanning – Jane Nomadzi - Bryce Dallas Howard – Victoria - Xavier Samuel – Riley Biers - Catalina Sandino Moreno – Maria - Kirsten Prout – Lucy - Leah Gibson – Nettie - Jodelle Ferland – Bree | Sfora wilkołaków z rezerwatu w La Push - Taylor Lautner – Jacob Black - Chaske Spencer – Sam Uley - Bronson Pelletier – Jared Cameron - Alex Meraz – Paul Lahote - Kiowa Gordon – Embry Call - Tyson Houseman – Quil Ateara - Boo Boo Stewart – Seth Clearwater - Julia Jones – Leah Clearwater Ludzie - Anna Kendrick – Jessica Stanley - Michael Welch – Mike Newton - Christian Serratos – Angela Weber - Justin Chon – Eric Yorkie - Gil Birmingham – Billy Black - Tinsel Korey – Emily Young - Jack Huston – Royce King II |

## Produkcja
Zdjęcia odbyły się w Kanadzie w Vancouver, rozpoczęły się 17 sierpnia 2009 roku, a skończyły 29 października. Po wstępnym montażu scen nakręconych na jesieni, okazało się, że potrzeba kilku dodatkowych ujęć, które odbyły się na wiosnę w Londynie; są to między innymi retrospekcje z ludzkiego życia Rosalie i Jaspera. Aktorka Bryce Dallas Howard została wybrana jako nowa odtwórczyni roli Victorii. Zastąpiła tym samym odtwarzającą tę postać w dwóch poprzednich filmach, aktorkę Rachelle Lefèvre, której rozstanie z filmem uzasadniono brakiem czasu spowodowanym innymi zobowiązaniami zawodowymi. Sama Lefèvre, dzień po zwolnieniu wydała oświadczenie, w którym nie kryła zdziwienia decyzją studia Summit Entertainment. Aktorka miała być jak najbardziej dostępna w czasie trwania planu zdjęciowego. Rzecznik studia odpowiedział na zarzut Lefèvre, argumentując iż aktorka ukrywała swój udział w filmie „Barney's Version” i nie konsultowanła ze studiem udziału w projekcie, który będzie od niej wymagał wyjazdu do Europy.

## Premiera wersji DVD i Blu-Ray na terenie Polski
- Oficjalna premiera nastąpiła 4 grudnia 2010. W sieci empik na zasadach dwutygodniowej wyłączności od 20 listopada 2010 dostępna jest w sprzedaży wersja DVD, wersja rozszerzona 2DVD i wersja Blu-ray.

## Soundtrack
| Lp. | Tytuł                                    | Wykonawca                    |
| --- | ---------------------------------------- | ---------------------------- |
| 1   | Eclipse (All Yours)                      | Metric                       |
| 2   | Neutron Star Collision (Love Is Forever) | Muse                         |
| 3   | Ours                                     | The Bravery                  |
| 4   | Heavy In Your Arms                       | Florence and the Machine     |
| 5   | My Love                                  | Sia                          |
| 6   | Atlas                                    | Fanfarlo                     |
| 7   | Chop And Change                          | The Black Keys               |
| 8   | Rolling In On A Burning Tire             | The Dead Weather             |
| 9   | Let's Get Lost                           | Beck And Bat For Lashes      |
| 10  | Jonathan Low                             | Vampire Weekend              |
| 11  | With You In My Head                      | Unkle feat. The Black Angels |
| 12  | A Million Miles An Hour                  | Eastern Conference Champions |
| 13  | Life On Earth                            | Band Of Horses               |
| 14  | What Part Of Forever                     | Cee Lo Green                 |
| 15  | Jacob's Theme                            | Howard Shore                 |